# Del Tha Funkee Homo Sapien
Teren Delvon Jones (Oakland, Kalifornia, 1972. augusztus 12. –) amerikai hiphop MC, producer és énekes. Leginkább Del Tha Funkee Homo Sapien vagy Sir DZL néven ismert.

## Zenei karrier

### 1990–1997: Korai évek és a kezdetek
Del Oaklandban született, gyermekkorát Kaliforniában töltötte. Ő a híres nyugati parti rapper Ice Cube unokatestvére. Del több dalt is írt Ice Cube együttesének, a Da Lench Mob nevű zenekarnak. 1991-ben Ice Cube segítségével 18 évesen megjelent a I Wish My Brother George Was Here című első debütáló album, mely hatalmas sikert ért el, és pozitív kritikákat is kapott. Az album legnagyobb slágere a Mistadobalina volt, mely több slágerlistára is felkerült. Azonban Del nem volt elégedett az album korlátozott zenei kínálatával, és megszüntette a közös munkát Ice Cube-val. Következő albuma, a No Need For Alarm már nélküle készült el.
A No Need For Alarm című album a Hieroglyphics nevű hiphopcsapattal közösen készült, melynek eredeti tagjai közé tartozttak a Souls Of Mischief (Opio, A-Plus, Phesto és Tajai), valamint Casual, Pep Love, Del, és a producer Domino. Az album "Oakland hangjai" freestyle alapú, mely jellemző volt a 90-es évek akkori hiphop stílusára.

### 1998–2006: Middle Era
Del öt évig nem készített új albumot, és egy hónappal harmadik albumának, a Future Developmentnek a kiadása előtt kiadója, az Elektra felbontotta vele a szerződését.
A Future Development című album először csak a Hieroglyphics weboldalán keresztül volt elérhető 1998-ban, majd 2002-ben megjelent a Hieroglyphics Imperium címkéje alatt, majd ebben az évben megjelent a Hieroglyphics első albuma a 3rd Eye Vision című lemez.
Két évvel később Del kiadta 4. szólólemezét a  Both Sides Of The Brain címűt, valamint a Deltron 3030-at, melyet Dan The Automator és Kid Koala művészekkel közösen készítettek. Del szintén vendégművészként szerepelt a 2001-es Gorillaz azonos címet viselő nagylemezén, valamint a Clint Eastwood és a Rock The House című kislemezeken. 2003-ban megjelent a Full Circle című Hieroglyphics album, mely a csapat második teljes hosszúságú albuma.
2004-ben az Elektra megjelentette a The Best Of Del Tha Funkee Homosapien: The Elektra Years című albumot, mely csak az első két album dalait tartalmazza, de Del nem volt megelégedve az albummal, mivel a kiadó csupán nyerészkedni akart a kiadással.

### 2006–napjainkig
2008. március 11-én megjelent a Del Tha Funkee Homo Sapien Eleventh Hour című albuma a Definite Jux kiadónál, majd ezután 2009 áprilisában megjelent a csapat következő albuma a Funk Man (The Stimulus Package) címen, mely ingyenesen elérhető volt az interneten. Az album a Bandcamp oldalán keresztül volt elérhető. A csapat következő Automatik Statik című albuma 2009 szeptember 25-én jelent meg.

## Diszkográfia

### Stúdióalbumok
- I Wish My Brother George Was Here (1991)
- No Need for Alarm (1993)
- Future Development (1997 – online; 2002 – U.S. megjelenés)
- Both Sides of the Brain (2000)
- Eleventh Hour (2008)
- Funk Man (The Stimulus Package) (2009)
- Automatik Statik (2009)
- It Ain't Illegal Yet (2010)
- Golden Era (2011)
- Root Stimulation (2012)
- Iller Than Most (2014)